# Сонточно (Вармінсько-Мазурське воєводство)
Сонточно (пол. Sątoczno) — село в Польщі, у гміні Корше Кентшинського повіту Вармінсько-Мазурського воєводства.
Населення — 130 осіб (2011).

## Демографія
Демографічна структура станом на 31 березня 2011 року:
|          | Загалом | Допрацездатний вік | Працездатний вік | Постпрацездатний вік |
| -------- | ------- | ------------------ | ---------------- | -------------------- |
| Чоловіки | 75      | 17                 | 53               | 5                    |
| Жінки    | 55      | 8                  | 33               | 14                   |
| Разом    | 130     | 25                 | 86               | 19                   |